# 中嶋博幸
中嶋 博幸（なかじま ひろゆき、1966年10月15日 - ）は、日本の政治家。あきる野市長（1期）、あきる野市議会議長、あきる野市議会議員（3期）。

## 経歴
あきる野市出身。専修大学附属高等学校中退。東京都立五日市高等学校定時制卒業。製材会社経営を経て、2013年6月23日のあきる野市議会議員選挙に自由民主党公認で立候補し、21人中1位で初当選する。同年7月1日から任期が始まった。2017年6月11日の選挙で21人中1位で再選を果たした。2021年6月13日の選挙で21人中3位で3選を果たした。そして、同年7月にあきる野市議会議長に就任した。

### 2022年あきる野市長選挙
2022年6月16日、あきる野市長村木英幸に対する不信任決議が可決された。村木は同月23日に市議会を解散し、中嶋に解散通知を渡した。同年7月24日の市議会議員選挙には中嶋は立候補していない。同月28日、村木に対して再び不信任決議が可決され、村木は失職した。同日、中嶋は市長選への立候補を表明した。
市長選挙は同年9月4日に執行され、前職の村木ら3人を破って初当選を果たした。
※当日有権者数：66,642人 最終投票率：41.69%（前回比：-0.09pts）
| 候補者名 | 年齢 | 所属党派   | 新旧別 | 得票数   | 得票率 | 推薦・支持             |
| -------- | ---- | ---------- | ------ | -------- | ------ | ---------------------- |
| 中嶋博幸 | 55   | 無所属     | 新     | 18,600票 | 68.2%  | 自由民主党・公明党推薦 |
| 村木英幸 | 65   | 無所属     | 前     | 4,677票  | 17.1%  |                        |
| 数野一   | 74   | 日本共産党 | 新     | 2,450票  | 9.0%   |                        |
| 木下優   | 73   | 無所属     | 新     | 1,562票  | 5.7%   |                        |

同月6日に市役所に初登庁した。

## 人物
- 趣味は鮎釣りで、全国の川を巡っている[14]。